# Sergio Rabar
Sergio Rabar (Rovinj), general Hrvatske vojske

## Životopis
Rodio se u Rovinju. Završio je gimnaziju. S odličnim uspjehom završio vojnu akademiju KOV JNA. Službovao je u Sloveniji. Htio je službovati u Hrvatskoj, na što su ga odbili uz izjavu da JNA ne pravi republičke vojske. U Rijeci je od 1981. godine. Primijetio je sve jače srbiziranje JNA i diskriminirajuće stanje u vojsci i u politici. Do 1990. načelnik topničkog stožera 13. korpusa JNA. Boraveći na jednomjesečnom seminaru u Kruševcu u Srbiji prvi je put vidio maskirane četnike na skupovima i po ulicama. Uvidio je da ne će doći do mirnog razlaza u bivšoj državi, da sve ukazuje na skoro izbijanje rata te je ljeta 1990. godine napustio JNA. Umjesto sigurnosti i plaće izabrao je neizvjesnost te je nekoliko mjeseci bio bez radnog mjesta i plaće. Koncem godine zaposlio se u MUP-u RH. Bio je načelnik OZ Rijeka. Prvi je zapovjednik 111. brigade Hrvatske vojske i jedini hrvatski general s prostora dviju županija, Istarske i Primorsko-goranske. U Hrvatskoj vojsci došao je do čina brigadnog generala. Bio u lokalnoj politici. Do listopada 2018. bio je predsjednik rovinjskog ogranka HDZ-a. Preminuo je u riječkom KBC-u nakon komplikacija u liječenju, u noći s petka na subotu, 4. na 5. veljače 2022. 

## Vanjske poveznice
- Glas Istre SERGIO RABAR Ja ne mrzim Talijane, ali u Istri se provodi talijanizacija. Politika IDS-a je pogubna. NJIMA NE TREBA HRVATSKA